# Aurès Aviation
Aurès Aviation (en arabe : أوراس للطيران), est une école de pilotage algérienne basée à Batna. Présentée par le ministre algérien des Transports comme étant « l'unique école en Afrique qui garantit des formations de haut niveau pour les pilotes de ligne et ceux aux commandes des petits avions » ; elle est aussi la première école privée professionnelle de pilotage en Algérie.

## Histoire
Aurès Aviation est créée en 2000, sous l'agrément portant le numéro 001 délivré par la Direction de l'aviation civile et de la météorologie (DACM), par Abdelmajid Louai. Elle est la première école algérienne professionnelle de pilotage du secteur privé.
Au cours des 10 années suivant sa création, l'école est soumise à un boycott de la part de l'État algérien, qui opte pour les écoles étrangères. En 2010, le ministre des Transports algérien, Amar Tou prend la décision de former les pilotes des compagnies commerciales algériennes en Algérie, au sein d'Aurès Aviation,. La même année, les compagnies Tassili Airlines,, et Air Algérie, signent un contrat avec l'école pour la formation de leurs pilotes.

## Localisation
Le siège social d'Aurès Aviation est situé à Kechida, dont les cours sont dispensés dans la zone Industrielle de la ville.

## Équipements
Aurès Aviation, dispose de sa propre résidence pour accueillir tous ses étudiants. Les hangars pour les avions sont loués auprès de la direction de l'Aéroport de Batna. La flotte de dix avions d’Aurès Aviation est constituée de Piper PA-38, Piper Arrow PA-28, Cessna 150 et Cessna 340. Aurès Aviation dispose du premier Simulateur de vol de marque ALSIM et modèle ALX en Algérie, livré fin mars 2010 ainsi qu'un simulateur d'hélicoptère.